# ポール・ペリュー (第10代エクスマス子爵)
第10代エクスマス子爵・第9代オリアス侯爵ポール・エドワード・ペリュー（英: Paul Edward Pellew, 10th Viscount Exmouth, IX marqués de Olías、1940年12月8日 - ）は、イギリスの貴族。1999年以降はスペイン貴族としてオリアス侯爵位も帯びる。

## 経歴
第9代エクスマス子爵と第8代オリアス女侯爵マリア・ド・ウルキホ（VIII marquesa de Olías Maria de Urquijo、初代アムリオ侯爵の長女）との息子として生まれた。カトリック系私立校ダウンサイド校に学んだ。1970年に父の死去に伴って、エクスマス子爵位を継承するとともに貴族院議員に列した。ただし、処女演説を行ったのは就任25年後の1995年にしてようやくであり、観光業における札束報道主義に関する演説を行った。1999年にスペイン政府より母の帯びていたオリアス侯爵位の継承を許された。そのため、エクスマス子爵家当主がスペイン貴族を兼ねることとなった。2021年現在も彼が子爵家の現当主である。

## 家族
1964年12月10日にマリア・ガライ（Maria Garay、レカーレド・ド・ガライの娘）と結婚して一子をもうけたが、1974年に離婚した。
- パトリシア・ソフィア・ペリュー（1966年4月14日 - ）

1975年12月15日にローズマリー・スクーンズ（Rosemary Scoones、1941年 - ）と結婚して双子をもうけたが、2000年に離婚した。
- エドワード・フランシス・ペリュー（1978年10月30日 - ）- 爵位の法定推定相続人。
- アレクサンダー・ポール・ペリュー（1978年10月30日 - ）

2002年にサラ・エドガー（Sarah Edgar）と結婚した。